# Harry Ruhé
Harry Ruhé (Amsterdam, 1947) is een Nederlands galerist, verzamelaar en publicist. Hij woont en werkt in Amsterdam.

## Biografie
Vanaf 1976 presenteerde Harry Ruhé in zijn Galerie A in Amsterdam tentoonstellingen, installaties en performances met onder meer Günter Brus, Lawrence Weiner, Al Hansen, Ben Vautier, Reiner Ruthenbeck, Yoko Ono en  Paul Sharits. Ook was er een afdeling voor multiples (in serie vervaardigde kunstobjecten), kunstenaarsboeken en grammofoonplaten.
In 1981 organiseerde hij met Peter van Beveren een Fluxus Festival in de AKI in Enschede, waaraan werd meegewerkt door onder anderen Ben Vautier (Frankrijk), Dick Higgins (USA), Giuseppe Chiari (Italië), Eric Andersen (Denemarken), Takako Saito (Japan) en Wolf Vostell (Duitsland) .
22 jaar later nodigde Sjarel Ex hem uit om samen met Willem de Ridder iets soortgelijks te organiseren in Utrecht: van 23 t/m 26 oktober 2003 vond daar het het Centraal Fluxus Festival plaats, met een tentoonstelling, lezingen, concerten en straatacties in de binnenstad van Utrecht. 
In 1997 organiseerde hij in het Centraal Museum in Utrecht een overzichtstentoonstelling van het werk van Wim T. Schippers, met onder meer een Pindakaasvloer. Daarbij verscheen een door Ruhé samengestelde catalogus: Het Beste van Wim T. Schippers.
In 2011 zette Ruhé met Jeannette Dekeukeleire de CultClub op, met een thema-avond op elke laatste vrijdag van de maand. Zo bestond Hidden Delights. Lingerie in the Arts (…) uit een tentoonstelling van lingerie-ontwerpen, de presentatie van lingerie-edities van Henk Peeters, verschillende lezingen, films, een boek-presentatie, en een diner dat was aangepast aan het thema van de avond (Kouseband!). Gevolgd door lingerieshows in Amsterdam en New York, en een bijdrage aan de Eco-Sexual Blue Wedding to The Sea van Annie Sprinkle tijdens de Biennale van Venetië in 2009.
In 2012 woonde Ruhe op uitnodiging van het museum vier maanden in Wiesbaden, waar werd gevierd dat daar vijftig jaar eerder het eerste Fluxus Festival plaatsvond. Op het plein voor het museum richtte hij in zeecontainers een FluxShop in, en een mediatheek waar dagelijks films werden gedraaid.
Harry Ruhé is verzamelaar van multiples, kunstenaarsboeken en performancefotografie.